# South Australian State League
La South Australian State League è stata la seconda divisione del campionato di calcio semiprofessionistico dell'Australia Meridionale e per importanza, terzo in totale nella graduatoria nazionale. Era organizzato da Football Federation South Australia (FFSA).

## Storia
Prima della stagione 2006, era il campionato di secondo livello in Australia Meridionale. Nel 2008 sono state ammesse a questo campionato West Adelaide SC e SASI per un totale di 10 squadre partecipanti. Dopo la rifondazione della sua struttura nel 2012, il torneo ha aumentato il numero dei club partecipanti da 10 a 16. Inoltre per le stagioni dal 2016 al 2018 la FFSA ha riorganizzato la lega passando da un sistema a 2 livelli ad un sistema a 3 livelli, con l’introduzione di una terza divisione. Questo ridurrà nuovamente il numero di squadre fino a 12.

## Squadre 2007
| Squadra                   | Stadio                        | Luogo        | Fondata nel |
| ------------------------- | ----------------------------- | ------------ | ----------- |
| Adelaide Comets           | Ellis Park                    | Adelaide     | 1994        |
| Gawler Eagles             | Karbeethan Reserve            | Gawler       | 1978        |
| NAB Soccer Club           | Athelstone Recreation Reserve | Athelstone   | 1981        |
| Noarlunga United Bulldogs | Wilfred Taylor Reserve        | Noarlunga    | 1963        |
| Port Pirie City           | Savoy Park                    | Port Pirie   | 1949        |
| Salisbury United          | Steve Jarvis Park             | Salisbury    | 1954        |
| Seaford Rangers           | Karingal Reserve              | Seaford      | 1970        |
| Toros                     | Pennington Oval               | Pennington   | ???         |
| West Adelaide             | Thebarton Oval                | Torrensville | 1961        |